# Haus of Gaga
Haus of Gaga是美国流行音乐表演艺术家Lady Gaga的个人创意团队。该团队负责她许多独特个人风格的体现，比如Gaga的现场表演、其作品的其他代表性的视觉表现、代表性个人物件中的大多数服装、道具、舞台设计和妆容。这些作品结合视觉和声音以创建一个包括音乐录影带和日常露面的集合。一些最著名的作品包括“迪斯科棒”、“iPod液晶眼镜”、2010年MTV音乐录影带大奖上展现的“生牛肉装”和第53届格莱美奖上的“子宫”船。